# Скарборо (футбольный клуб)
«Скарборо» — бывший английский футбольный клуб из города Скарборо, Северный Йоркшир. Образован в 1879 году. Расформирован в 2007 году. Домашние матчи проводил на стадионе «Маккейн Стэдиум». В последний сезон выступал в Северной Конференции, шестом по значимости футбольном турнире Англии.
Трёхкратный обладатель Трофея Футбольной ассоциации (1973, 1976, 1977). Победитель Конференции 1986/87.